# 아드리아나 카랑뵈
아드리아나 카랑뵈(슬로바키아어: Adriana Karembeu, 출생 당시의 성씨: 스클레나리코바(Sklenaříková), 1971년 9월 17일 ~ )는 슬로바키아의 모델이다.
1998년 프랑스의 축구 선수인 크리스티앙 카랑뵈와 결혼했지만 2011년에 결별했고 2012년에 이혼했다.